# Округ Јорк (Вирџинија)
Округ Јорк (енгл. York County) је округ у америчкој савезној држави Вирџинија.

## Демографија
По попису из 2010. године број становника је 65.464, што је 9.167 (16,3%) становника више него 2000. године.
| Група             | 2000.          | 2010.          |
| Белци             | 44.218 (78,5%) | 48.470 (74,0%) |
| Афроамериканци    | 7.533 (13,4%)  | 8.751 (13,4%)  |
| Азијати           | 1.829 (3,2%)   | 3.205 (4,9%)   |
| Хиспаноамериканци | 1.509 (2,7%)   | 2.892 (4,4%)   |
| Укупно            | 56.297         | 65.464         |